# IGN

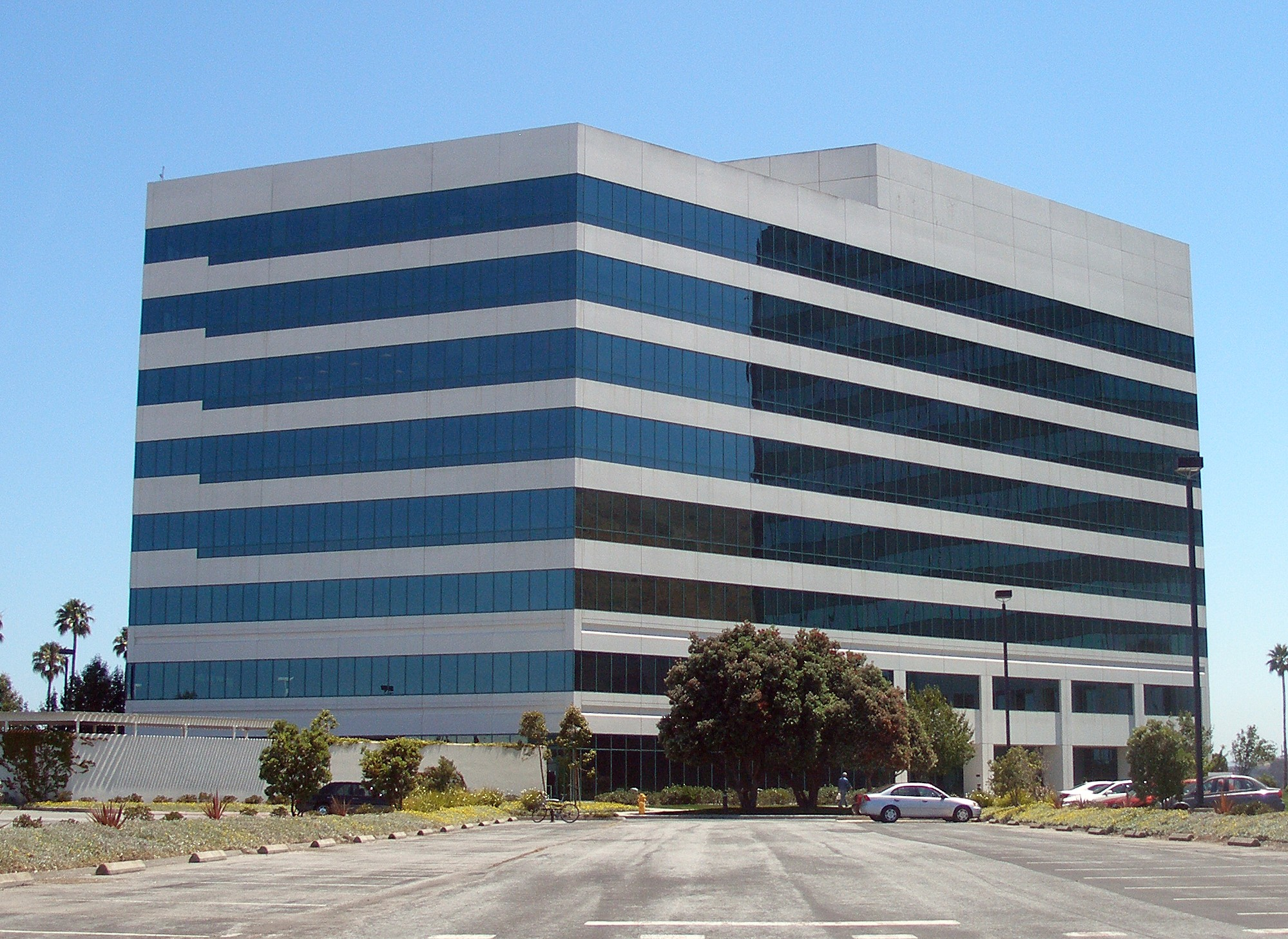
IGN:s tidigare kontor i Brisbane, Kalifornien.

IGN (tidigare Imagine Games Network) är en webbplats fokuserad på tv-spel och datorspel, med nyheter och recensioner. IGN startade i september 1996. Den drivs av IGN Entertainment, som också äger och kontrollerar sidor som GameSpy, Rotten Tomatoes, och AskMen. 
Sedan 2012 har IGN, i samarbete med Reset Media AB, en nordisk filial.

## IGN:s Årets bästa spel (Game of the Year)
Spel utsedda av IGN:s medarbetare till Årets bästa spel (Game of the Year).
| År   | Spel                                    | Genre                 | Spelutvecklare         |
| ---- | --------------------------------------- | --------------------- | ---------------------- |
| 2001 | Halo: Combat Evolved                    | Förstapersonsskjutare | Bungie                 |
| 2002 | Battlefield 1942                        | Förstapersonsskjutare | Digital Illusions CE   |
| 2003 | Star Wars: Knights of the Old Republic  | Rollspel              | BioWare                |
| 2004 | Half-Life 2                             | Förstapersonsskjutare | Valve                  |
| 2005 | God of War                              | Actionäventyr         | Santa Monica Studio    |
| 2006 | Ōkami                                   | Actionäventyr         | Clover Studio          |
| 2007 | Super Mario Galaxy                      | Plattformsspel        | Nintendo EAD           |
| 2008 | Fallout 3                               | Actionrollspel        | Bethesda Game Studios  |
| 2009 | Uncharted 2: Among Thieves              | Actionäventyr         | Naughty Dog            |
| 2010 | Mass Effect 2                           | Actionrollspel        | BioWare                |
| 2011 | Portal 2                                | Pussel-plattformsspel | Valve                  |
| 2012 | Journey                                 | Äventyr               | Thatgamecompany        |
| 2013 | The Last of Us                          | Actionäventyr         | Naughty Dog            |
| 2014 | Dragon Age: Inquisition                 | Actionrollspel        | BioWare                |
| 2015 | The Witcher 3: Wild Hunt                | Actionrollspel        | CD Projekt Red         |
| 2016 | Overwatch                               | Förstapersonsskjutare | Blizzard Entertainment |
| 2017 | The Legend of Zelda: Breath of the Wild | Actionäventyr         | Nintendo EPD           |
| 2018 | God of War                              | Actionäventyr         | Santa Monica Studio    |
| 2019 | Control                                 | Actionäventyr         | Remedy Entertainment   |
| 2020 | Hades                                   | Actionrollspel        | Supergiant Games       |
| 2021 | Forza Horizon 5                         | Racing                | Playground Games       |